# سبائیه
سبائیه نام فرقه‌ایست از فرقه های امامیه که در سالهای ابتدایی خلافت علی بن ابی‌طالب، شکل گرفته و از طایفه غالیان محسوب می‌شود. این طایفه به الوهیت علی بن ابی‌طالب معتقدند.

## عقیده
چون علی به شهادت رسید سبائیه گفتند او کشته نشده است و به غیبت رفته و بازخواهد گشت تا جهان را پر عدل و داد کند.

## تاریخچه
غالیان فرقه‌ای اسلامی هستند که تاسیس آنها مربوط به سال ۳۵ تا ۴۰ هجری و در کوفه معرفی شده‌است. به گفته طبری، فرقه سبائیه، فرقه‌ایست که توسط عبدالله بن سبا و در اواخر حکومت عثمان پایه‌ریزی شده‌است. نام این فرقه از نام موسس آن عبدالله بن سبا گرفته شده‌است. برخی منابع از تحریک عمار یاسر در مخالفت با عثمان و همچنین تحریک مصریان در شورش علیه عثمان، عبدالله بن سبا را دخیل می‌دانند.
دانشنامه اسلام، پس از بررسی روایات عبدالله بن سبا و اعتقادات فرقه سبائیه، معتقد است که تناقضاتی بین این دو وجود دارد، با این حال، وی را مؤسس فرقه سبائیه دانسته که مقام علی را بیش از حد بالا می‌برند. همچنین از گزارشی یاد می‌کند که بر اساس آن، علی بن ابی‌طالب، فرمان داد که به علت خدا نامیدنش از سوی این فرقه، ابن سبا و پیروانش را بسوزانند. این در حالیست که در منابعی که تا پیش از قرن سوم نگاشته شده، از اعتقاد عبدالله بن سبا به الوهیت علی بن ابی‌طالب مطلبی را یاد نکرده‌اند.

## انکار وجود سبائیه
بسیاری از تاریخ‌نگاران شیعه اصولا وجود ابن سبا را زیر سئوال می‌برند. از جملۀ آن‌ها، مرحوم دکتر احمد وائلی، از جمله خطیبان شیعۀ امامیه است که او را عمید یا پیشوای منبر می‌خواندند. ایشان در کتابش «هویت تشیع» به این موضوع پرداخته و بر منابرش هم بارها گفته‌ بود که ابن سبا شخصیتی غیر واقعی و ساختگی است. 
اضافه بر این که او شخصیت بسیار کلیشه‌ای دارد؛ یهودی است و به منظور ضربه زدن به اسلام از دریچه‌ای خاص وارد اسلام شده (یعنی از شیعه که در میان سنیان تندرو منفور است) و در برنامۀ خود برای ایجاد تفرقه ضربات مهلکی به اسلام وارد شده است. از آن جایی که شخصیت او کاملا کلیشه‌ای است و نقش او در یک دورۀ خاص است و ناگهان محو می‌شود، همۀ این علل باعث می‌شود که تاریخ‌نگاران یا اصولا وجود او را نفی کنند، یا این که آن را متعلق به شخصیتی از یاران علی بدانند که بی‌سر و صدا بود و سپس، حذف شد. شبیه ماجرای برنابا، یار کم‌رنگ عیسی که بعدها انجیلی را ساختند و به او نسبت دادند. 

پانویس
1. ↑  فرق الشیعه -نوبختی -ص۵۷.
2. ↑  صفری فروشانی، رفتارشناسی امام رضا و فرقه‌های شیعه، ۱۶ و ۱۷.
3. ↑  Hodgson, “ʿAbd Allāh b. Sabaʾ”, 1:‎ 51.
4. ↑  صفری فروشانی، رفتارشناسی امام رضا و فرقه‌های شیعه، ۱۶ و ۱۷.